# Calluga poliophrica
Calluga poliophrica là một loài bướm đêm trong họ Geometridae.